# Hadena esopis
Hadena esopis là một loài bướm đêm trong họ Noctuidae.